# Естрид Оботрит
Естрид Оботрит e кралица на Швеция, съпруга на крал Олаф Скьотконунг.

## Биография
Родена е около 979 г. Произлизаща от народа ободрити, според легендата тя е била доведена в Швеция като военен трофей след една война. Възможно е просто да е била дадена от баща си за съпруга на шведския крал като залог за мир.
Олаф Скьотконунг имал и наложница на име Едла, която била от същия народ като Естрид. Той се отнасял с двете еднакво и признал сина си и двете си дъщери от Едла като им дал същите привилегии както и на децата си, родени от брака му с Естрид. Според Снуре Стурлусон обаче Естрид се отнасяла зле с децата на съперницата си Едла. Стурлусон я описва още като арогантна и обичаща лукса.
През 1008 г., когато шведският кралски двор приел официално християнството, Естрид Оботрит била покръстена заедно със съпруга си и децата си.
Естрид Оботрит умира през 1035 г. на възраст около 55/56-годишна възраст.

## Деца
Тя ражда две деца на Олаф Скьотконунг:
- Ингегерд Шведска (ок. 1001 – 1054), която е майка на княгиня Анна Ярославна
- Анунд Якоб (ок. 1008 – 1050), крал на Швеция